# Národní park Tablas de Daimiel
Národní park Tablas de Daimiel (španělsky Parque nacional de las Tablas de Daimiel) je rozlohou nejmenší ze španělských národní parků. Rozkládá se na ploše 30 km2 a byl založen v roce 1973. Národní park Tablas de Daimiel se nachází ve středním Španělsku, v regionu Kastilie-La Mancha, v provincii Ciudad Real. Leží přibližně 140 km jižně od Madridu. Park tvoří ojedinělá oblast mokřadů na jinak suché Centrální mesetě. Park byl založen na ochranu vodních zdrojů mokřadů, které byly nadměrně využívány pro okolní zemědělskou činnost.

## Charakteristika
Park tvoří jeden z posledních původních mokřadů na náhorní plošině Centrální mesety. Vodní zdroje mokřadů tvoří podzemní vody a pravidelné sezónní záplavy řeky Guadiana. Tablas de Daimiel je také důležitým migračním bodem a místem přezimování řady druhů ptactva.

## Flora
Charakteristickou floru tvoří rákosy, mařice, orobinec, sítina nebo tamaryšek.